# Marc Sinan
Marc Sinan (15 mei 1976) is een gitarist en componist van Turkse, Armeense (moeder) en Duitse (vader) komaf. Sinan studeerde aan diverse opleidingsinstituten zoals het Mozarteum in Salzburg en het New England Conservatory in Boston. Daarna gaf hij zelf les onder meer aan de Musikhochschule Augsburg.
Sinds zijn afstuderen heeft in tal van landen opgetreden in allerlei ensembles, waarbij het muziekgenre niet direct te benoemen is. Zo schreef Jörg Widmann Ent-Schwebung voor hem en begeleidende elektronica, maar speelde hij ook Daniel Pinkhams, Sagas. Regelmatig keert de muzikale smaak van Sinan terug naar zijn moederland Turkije als hij samen musiceerde met percussionist Burhan Öçal. In 2000 speelde hij mee op benefietconcerten om geld in te zamelen voor Turkse weeskinderen, ontstaan na de aardbeving nabij Istanbul in 1999; de tournee had als titel Sound are friends.
In 2009 verscheen een eerste officiële compact disc met eigen werk bij het platenlabel ECM Records.

## Discografie
- 1994: The Royal Christmas (met het Royal Philharmonic Orchestra
- 2009: Fasil met Julia Hülsmann